# Manuel Anselmo Ocampo
Manuel Anselmo Gregorio Ocampo (Buenos Aires, Argentina, 21 de abril de 1833 - Buenos Aires, 1 de septiembre de 1917) fue un militar y político que fundó la ciudad de Villa María, en la provincia de Córdoba. Una de sus nietas fue la escritora Victoria Ocampo.

## Actividad pública
En 1852  participó con las milicias de la provincia de Buenos Aires en las luchas contra las tropas de la Confederación Argentina que pretendían integrar la provincia. Posteriormente, participó en las Batalla de Cepeda (1859) a las órdenes del general Bartolomé Mitre con las fuerzas del Estado de Buenos Aires, separada del resto del país, y de la Confederación Argentina, genéricamente identificada con el partido federal. El ejército porteño fue derrotado y tras varias negociaciones, se llegó a una transacción a través del Pacto de San José de Flores, que reincorporaba la provincia de Buenos Aires a la República Argentina. También participó en 1861 en la de Pavón donde volvieron a enfrentarse las tropas porteñas y las federales. Su historial militar continuó con su participación en la Guerra del Paraguay.

## Fundación de Villa María
Ocampo adquirió en 1861 la estancia del Paso de Ferreira, que estaba en una zona de la provincia de Córdoba que desde el siglo XVI era un paso obligado para el tránsito que unía Buenos Aires con el Alto Perú y ese mismo año, poco antes de que llegara el ferrocarril,  vendió una parte de  ella. Una vez construida la estación del Ferrocarril Central Argentino, el 27 de septiembre de 1867, fundó la ciudad de Villa María, que lleva el nombre de una de sus hijas.

## Actividad política
En 1874 fue electo senador provincial con mandato hasta, período en el cual, también, fue nombrado presidente del Banco de la Provincia. En 1886, militó en los Partidos Unidos sosteniendo la candidatura a presidente de su padre Manuel Ocampo, en oposición al candidato oficial Miguel Juárez Celman que resultó finalmente elegido. Se afilió a la Unión Cívica y fue uno de los integrantes de la Junta Revolucionaria que organizó en 1890 el golpe de Estado contra el gobierno de Juárez Celman que provocó la renuncia del mismo y el fortalecimiento de Julio A. Roca y del vicepresidente Carlos Pellegrini. Al año siguiente participó como delegado al Comité Nacional de la Unión Cívica, para pronunciarse en contra del pacto Roca-Mitre-Pellegrini y en 1893 fue uno de los que acompañó a Hipólito Yrigoyen, en la fundación de la Unión Cívica Radical. El 27 de junio de 1894 fue elegido diputado nacional por Buenos Aires con mandato hasta 1898. Con la salud desmejorada se alejó de la política y murió en Buenos Aires el 1 de septiembre de 1917. El entonces presidente de la República, Hipólito Yrigoyen, asistió a su velatorio.